# Преславски народен събор

## Обстановка в България към 893 г.
Според достиженията на българската медиевистика Преславският църковно-народен събор от края на 893 или началото на 894 г. е едно от най-значимите събития в епохата на Първата българска държава и представлаява връх в християнизаторското дело на княз Борис I. Съборът не е регистриран в средновековните извори, но свикването му е изведено по научен път от политическата ситуация и посоката на културно развитие на България към края на IX век. Проведен е спонтанно по повод насилственото сваляне от власт на княз Владимир Расате поради опита му да възроди езическата религия. Политическите събития, довели до края на Владимировото управление, са описани най-подробно от абата на Прюмския манастир и автор на една Световна хроника Регинон. Ето какво пише той:
„Князът на този народ (т.е. Борис), както разказват, като приел благодатта на Кръщението, проявил такова съвършенство, че денем се явявал пред народа в царски одежди, а нощем, облечен в груба дреха, влизал тайно в църква и, прострян върху пода на самия храм, прекарвал в молитва, като си постилал отдолу само власеница. Не след дълго той изоставил земното царство и като поставил на свое място за княз по-стария си син (Владимир) , подстригал се, приел одеждата на светото подвижничество и станал монах, предавайки се денонощно на милосърдие, бдение и молитви. Между това неговият син, когото той поставил за княз и който далеч отстъпвал от баща си по ревност и деятелност, почнал да върши грабежи, да прекарва времето си в пиянство, пиршества и разврат и с всички средства да възвръща новопокръстения народ към езическите обреди. Когато баща му узнал това, възпламенен от силен гняв свалил монашеската дреха, отново препасал военния пояс, облякъл царските дрехи и като взел със себе си тия, които се бояли от Бога, опълчил се срещу сина си. Скоро без особено затруднение той го заловил, извадил му очите и го пратил в затвора. След това свикал цялото си царство и поставил за княз по-младия си син (Симеон), като го заплашил пред всички, че ще претърпи същото наказание, ако в нещо отстъпи от истинското християнство. След като уредил това по този начин, той свалил пояса, отново надянал светата монашеска дреха и като отишъл в манастир, прекарал останалото време от сегашния си живот в свето подвижничество.

## Решения на събора
1. Княз Владимир да бъде детрониран и на престола да се възкачи брат му Симеон. Във връзка с това е приета промяна в принципа на унаследяване княжеската власт, съгласно която владетелят може да бъде наследен от своя брат. Дотогава единствено синът на владетеля е приемник на престола. Промяната е отразена от Йоан Екзарх в неговия Шестоднев.
2. Столицата на България да бъде преместена от Плиска в Преслав.
3. Византийското духовенство в страната да бъде прогонено и заменено с български клирици. Известно е, че през 893 г. Климент Охридски става епископ на Драгвиста и/или Велица.
4. Българският език да замени гръцкия в богослужението. С това той става официален език на българската държава.